# برج پرودنشال
برج پرودنشال یک برج واقع در ماساچوست، ایالات متحده آمریکا می‌باشد. ساخت و ساز این ساختمان ۱۹۶۰ شروع شد و ۱۹۶۴ به پایان رسید. تعداد طبقاتش ۵۲ است.